# Lycée d'application Nelson-Mandela
Pour les articles homonymes, voir Lycée Nelson-Mandela.
Le lycée d'application Nelson-Mandela est un lycée gabonais d'enseignement général situé à Libreville. 
Sa devise est « travail, discipline, progrès ».

## Historique
Il est fondé en 1987 afin de resserrer les liens de partenariats entre l'Afrique du sud et le Gabon.

## Organisation
Entièrement rénové par la fondation BGFIbank, le centre de documentation et d'information (CDI) fût inauguré le 22 mars 2018.
En 2024 des défaillances dans l'organisation et le fonctionnement de l'établissement sont mises en lumière.

## Pédagogie
Le lycée figure parmi les établissements de références et d’excellence du pays et participe à la célébration de nombreux évènements tels que la Journée internationale Nelson Mandela.

## Évènements

### La remise des prix
Depuis l'année scolaire 2017-2018, les meilleurs élèves de chaque niveau sont récompensés pour la qualité de leur travail tout au long de l'année scolaire. La nature des prix varient en fonction du niveau de l'élève.